# 穆罕默德·卡隆
穆罕默德·卡隆（Mohamed Kallon，1979年10月6日—）是塞拉利昂职业足球运动员，司职前锋，职业生涯顶峰时期曾效力于国际米兰。随后卡隆还曾效力过法甲的摩纳哥， 他甚至还被租借至沙烏地阿拉伯球队伊蒂哈德，代表球队在亚冠赛场上与山东鲁能交手。2010年初，卡隆加盟中国球队陕西浐灞，成为中国职业联赛最大牌的外援之一。
卡隆的国家队生涯充满了传奇色彩，在他15岁零8个月的时候，他就首次代表塞拉利昂国家队参加了比赛，成为当时世界上最年轻的国家队队员。 1996年，卡隆在非洲杯预选赛中完成了自己的亮相， 而且更为神奇的是，他在比赛中还获得了进球。之后，他代表塞拉利昂国家队出战无数次，并且已经参加了四次世界杯预选赛。